# هندجوان

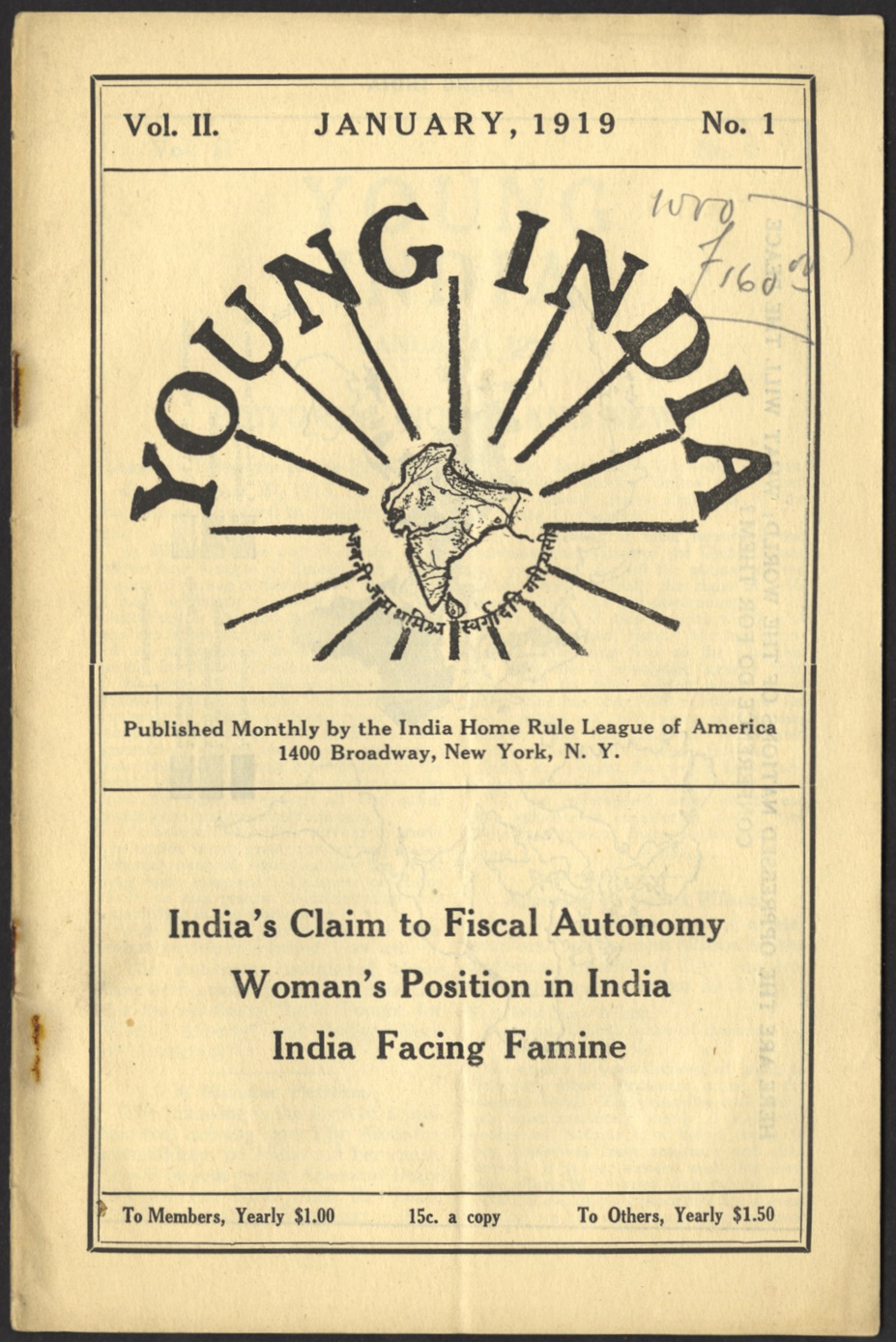
نسخه‌ای از هندجوان

هندجوان یک هفته‌نامهٔ انگلیسی‌زبان بود که توسط مهاتما گاندی در فاصلهٔ سالهای ۱۹۱۹ تا ۱۹۳۲ منتشر می‌شد. گاندی در این نشریه نوشته‌های مختلف و بسیار تأثیر گذاری از خود منتشر می‌کرد. او از هندجوان برای انتشار افکار و عقاید خاص خود در زمینهٔ عدم خشونت و برنامه‌ریزی و سازماندهی جنبش‌ برای استقلال هند از بریتانیا استفاده کرد.
از سال ۱۹۳۳ گاندی شروع به انتشار هفته نامه‌ای به نام هاریجان یعنی «مردم خداوند» به زبان انگلیسی کرد که تا سال ۱۹۴۸ ادامه داشت. همچنین طی این مدت گاندی هاریجان باندو را به زبان گجراتی و هاریجان ساواک را به زبان هندی منتشر می‌کرد. هر سهٔ این نشریات به موضوع هند و مشکلات اجتماعی و اقتصادی دنیا می‌پرداختند.
این نشریه بعدها در ایالات متحده آمریکا بازچاپ شد.